# Canton d'Aixe-sur-Vienne
Le canton d'Aixe-sur-Vienne est une circonscription électorale française du département de la Haute-Vienne, en région Nouvelle-Aquitaine.

## Géographie

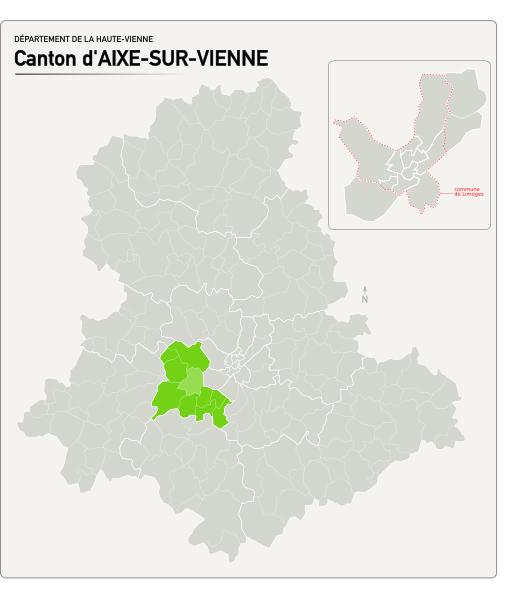
Situation du canton d'Aixe-sur-Vienne dans le département de la Haute-Vienne depuis 2015.

Ce canton est organisé autour d'Aixe-sur-Vienne dans l'arrondissement de Limoges. Son altitude varie de 180 m (Saint-Priest-sous-Aixe) à 420 m (Séreilhac).

## Histoire
Conformément à la loi du 17 mai 2013, un nouveau découpage cantonal de la Haute-Vienne est défini par un décret du 13 février 2014. Cette réforme n'affecte pas le canton d'Aixe-sur-Vienne dont les limites et le nombre de communes restent inchangés.

## Représentation

### Conseillers généraux de 1833 à 2015
| Période       | Période      | Identité                                             | Étiquette                 | Qualité                                                                                               |
| ------------- | ------------ | ---------------------------------------------------- | ------------------------- | --- |
| 1833          | 1836         | Comte Guy de Villelume (1791-1860)                   |                           | Propriétaire du château de Losmonerie à Aixe-sur-Vienne                                               |
| 1836          | 1848         | Jean-Baptiste Théodore Truol de Beaulieu (1792-1867) |                           | Notaire, juge de paix d'Aixe-sur-Vienne Maire de Verneuil-sur-Vienne                                  |
| 1848          | 1861         | Casimir David                                        |                           | Avoué à Limoges                                                                                       |
| 1861          | 1870         | Hippolyte Lezaud                                     |                           | Premier Président de la Cour Impériale de Nancy puis Conseiller à la Cour de cassation                |
| 1870          | 1880         | Jules Muret de Bort                                  | Droite                    | Propriétaire Maire de Beynac (1869-1881)                                                              |
| 1880          | 1886         | Etienne Orliaguet                                    | Républicain               | Ancien chef d'institution à Limoges                                                                   |
| 1886          | 1904         | André Gotteron                                       | Républicain               | Avocat Député (1889-1898) Sénateur (1900-1909) Adjoint au Maire de Limoges                            |
| 1904          | 1922         | Aymard Fayard                                        | Républicain               | Industriel Maire d'Aixe-sur-Vienne (1895-1911)                                                        |
| 1922          | 1934         | Etienne Desproges                                    | Rad.                      | Négociant Maire d'Aixe-sur-Vienne (1919-1934), conseiller d'arrondissement                            |
| 1934          | 1940         | Joseph Basset                                        | PRS                       | Médecin Maire d'Aixe-sur-Vienne (1935-1944) Député (1928-1932) Nommé conseiller départemental en 1942 |
|               |              |                                                      |                           | |
| 1945          | 1960 (décès) | Pierre Mousnier                                      | Rép.soc. (DVG)            | Médecin Maire d'Aixe-sur-Vienne (1947-1959)                                                           |
| 10 avril 1960 | 1973         | Claude Madoumier                                     | Mendésiste puis Centriste | Médecin Maire d'Aixe-sur-Vienne (1965-1977) suppléant du député Jacques Boutard (1968-1973)           |
| 1973          | 1998         | René Denis                                           | PS                        | Inspecteur de mutuelles agricoles retraité Maire de Verneuil-sur-Vienne (1977-1992)                   |
| 1998          | 2015         | Patrick Servaud                                      | PS                        | Agent immobilier à Aixe-sur-Vienne Vice-Président du Conseil Général                                  |

### Conseillers d'arrondissement (de 1833 à 1940)
| Période                                  | Période | Identité                     | Étiquette | Qualité |
| ---------------------------------------- | ------- | ---------------------------- | --------- | --- |
| 1833                                     | 1836    | Martial Dupuy                |           | Maire de Verneuil-sur-Vienne                                                                                |
| 1836                                     | 1839    | M. Gicquet de Pressac        |           | Propriétaire à Aixe-sur-Vienne                                                                              |
| 1839                                     | 1848    | Léonard Marsicat (1804-1879) |           | Avocat, maire d'Aixe-sur-Vienne                                                                             |
|                                          |         |                              |           | |
| avant 1908                               | 1922    | Étienne Desproges            | Rad.      | Propriétaire, négociant en vins, maire d'Aixe-sur-Vienne                                                    |
| 1922                                     | 1925    | Joseph Gérald                | RG        | Entrepreneur de carrières, maire d'Aixe-sur-Vienne                                                          |
| 1925                                     | 1940    | Pierre Tricaud               | Radical   | Adjoint puis maire d'Aixe-sur-Vienne                                                                        |
| 1940                                     |         |                              |           | Les conseils d'arrondissement ont été suspendus par la loi du 12 octobre 1940 et n'ont jamais été réactivés |
| Les données manquantes sont à compléter. |         |                              |           | |

### Conseillers départementaux depuis 2015
| Période élective | Période élective | Mandat | Mandat   | Identité       | Nuance | Nuance | Qualité |
| ---------------- | ---------------- | ------ | -------- | -------------- | ------ | ------ | --- |
| 2015             | 2021             | 2015   | 2021     | Sylvie Achard  |        | PS     | Employée Maire de Saint-Martin-le-Vieux Conseillère régionale du Limousin (2010 → 2015)                                   |
| 2015             | 2021             | 2015   | 2021     | Philippe Barry |        | PS     | Employé Maire de Saint-Priest-sous-Aixe (2001 → 2015 et depuis 2020) Président de la Communauté de communes Val de Vienne |
| 2021             | 2028             | 2021   | en cours | Sylvie Achard  |        | PS     | Employée Maire de Saint-Martin-le-Vieux Présidente du centre de gestion de Haute-Vienne                                   |
| 2021             | 2028             | 2021   | en cours | Philippe Barry |        | PS     | Employé Maire de Saint-Priest-sous-Aixe (2001 → 2015 et depuis 2020) Président de la Communauté de communes Val de Vienne |

### Résultats détaillés

#### Élections de mars 2015
À l'issue du 1er tour des élections départementales de 2015, deux binômes sont en ballottage : Sylvie Achard et Philippe Barry (PS, 33,28 %) et René Arnaud et Marie-Christine Leveque (Union de la Droite, 32,42 %). Le taux de participation est de 60,2 % (9 311 votants sur 15 468 inscrits) contre 57,81 % au niveau départemental et 50,17 % au niveau national.
Au second tour, Sylvie Achard et Philippe Barry (PS) sont élus avec 51,23 % des suffrages exprimés et un taux de participation de 60,13 % (4 222 voix pour 9 301 votants et 15 469 inscrits).

#### Élections de juin 2021
Le premier tour des élections départementales de 2021 est marqué par un très faible taux de participation (33,26 % au niveau national). Dans le canton d'Aixe-sur-Vienne, ce taux de participation est de 40,58 % (6 505 votants sur 16 032 inscrits) contre 37,25 % au niveau départemental. À l'issue de ce premier tour, deux binômes sont en ballottage : Sylvie Achard et Philippe Barry (Union à gauche avec des écologistes, 59,82 %) et Jean Du Boucheron et Marie-Pervenche Ruiz (DVD, 24,09 %).
Le second tour des élections est marqué une nouvelle fois par une abstention massive équivalente au premier tour. Les taux de participation sont de 34,36 % au niveau national, 38,38 % dans le département et 40,55 % dans le canton d'Aixe-sur-Vienne. Sylvie Achard et Philippe Barry (Union à gauche avec des écologistes) sont élus avec 67,48 % des suffrages exprimés (4 003 voix pour 6 501 votants et 16 034 inscrits),,. 

## Composition

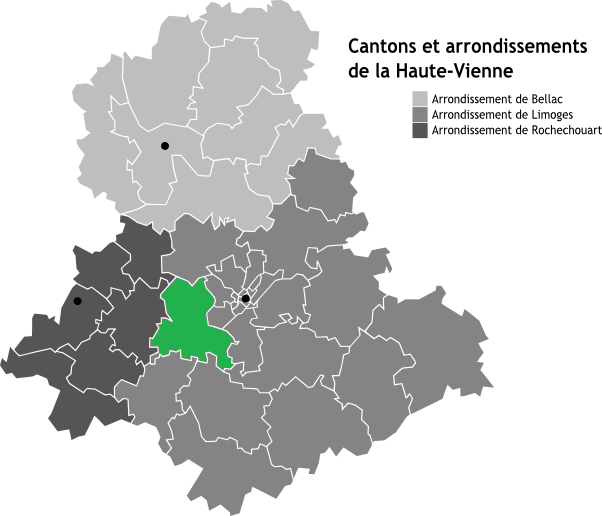
Situation du canton d'Aixe-sur-Vienne dans le département de la Haute-Vienne avant 2015.

Depuis sa création, le canton d'Aixe-sur-Vienne regroupe 10 communes.
| Nom                                     | Code Insee | Intercommunalité     | Superficie (km2) | Population (dernière pop. légale) | Densité (hab./km2) | Modifier                                    |
| --------------------------------------- | ---------- | -------------------- | ---------------- | --------------------------------- | ------------------ | ------------------------------------------- |
| Aixe-sur-Vienne (bureau centralisateur) | 87001      | CC du Val de Vienne  | 22,85            | 5 860 (2022)                      | 256                | modifier les données · modifier les données |
| Beynac                                  | 87015      | CC du Val de Vienne  | 12,57            | 727 (2022)                        | 58                 | modifier les données · modifier les données |
| Bosmie-l'Aiguille                       | 87021      | CC du Val de Vienne  | 8,01             | 2 620 (2022)                      | 327                | modifier les données · modifier les données |
| Burgnac                                 | 87025      | CC du Val de Vienne  | 11,50            | 858 (2022)                        | 75                 | modifier les données · modifier les données |
| Jourgnac                                | 87081      | CC du Val de Vienne  | 14,39            | 1 112 (2022)                      | 77                 | modifier les données · modifier les données |
| Saint-Martin-le-Vieux                   | 87166      | CC du Val de Vienne  | 17,49            | 878 (2022)                        | 50                 | modifier les données · modifier les données |
| Saint-Priest-sous-Aixe                  | 87177      | CC du Val de Vienne  | 23,15            | 1 764 (2022)                      | 76                 | modifier les données · modifier les données |
| Saint-Yrieix-sous-Aixe                  | 87188      | CC du Val de Vienne  | 8,73             | 441 (2022)                        | 51                 | modifier les données · modifier les données |
| Séreilhac                               | 87191      | CC du Val de Vienne  | 38,63            | 2 045 (2022)                      | 53                 | modifier les données · modifier les données |
| Verneuil-sur-Vienne                     | 87201      | CU Limoges Métropole | 34,52            | 4 940 (2022)                      | 143                | modifier les données · modifier les données |
| Canton d'Aixe-sur-Vienne                | 8701       |                      | 191,84           | 21 245 (2022)                     | 111                | modifier les données                        |

## Démographie

### Démographie avant 2015
| 1962   | 1968   | 1975   | 1982   | 1990   | 1999   | 2006   | 2011   | 2012   |
| ------ | ------ | ------ | ------ | ------ | ------ | ------ | ------ | ------ |
| 10 562 | 11 002 | 11 957 | 14 469 | 16 136 | 16 768 | 18 204 | 19 594 | 19 932 |

### Démographie depuis 2015
En 2022, le canton comptait 21 245 habitants, en évolution de +1,35 % par rapport à 2016 (Haute-Vienne : −0,68 %, France hors Mayotte : +2,11 %).
| 2013   | 2018   | 2022   |
| ------ | ------ | ------ |
| 20 228 | 21 060 | 21 245 |